# Panzergürtelschweif
Der Panzergürtelschweif (Ouroborus cataphractus, Syn.: Cordylus cataphractus) gehört zur Familie der Gürtelschweife (Cordylidae) im südlichen Afrika. Diese Echse verfügt über ein besonderes Verteidigungsverhalten: bei Gefahr packt sie mit ihrem Maul den eigenen Schwanz und bildet so einen gepanzerten Ring. Diese Haltung schützt die gefährdete, weiche Unterseite der Tiere.

## Merkmale
Die Tiere erreichen eine Kopf-Rumpf-Länge von 7,5 bis 10,5 cm und besitzen einen noch einmal gleich langen oder etwas kürzeren Schwanz. Die Körperfarbe ist schmutzig gelblichbraun bis strohfarben, manchmal sind die Seiten orange bis olive gefärbt. Die Oberlippe des abgeflachten, breiten, dreieckigen Kopfes ist dunkelbraun. Die Kiefer der Panzergürtelschweife sind extrem kräftig. Hals, Rumpf, Schwanz und Gliedmaßen sind mit Reihen von stacheligen Schuppen besetzt, der Knochenpanzer besteht aus Osteodermen.
Männliche Tiere werden größer als weibliche. Sie haben breitere Köpfe, markante Hemipenes-Ausbuchtungen und mehr Femoralporen.

## Vorkommen und Gefährdung
Der Panzergürtelschweif ist entlang der Westküste von Südafrika zu finden, vom Oranje im Norden bis an die Piketberg Mountains im Süden und bis weit in das Landesinnere, nach Matjiesfontein im Distrikt Central Karoo.
Der Bestand ist abnehmend, die Art ist durch illegale Fänge für den Heimtierhandel sowie durch Lebensraumzerstörung bedroht. Im Red Data Book of South Africa und in der Roten Liste gefährdeter Arten der IUCN ist die Art als nicht gefährdet („Least Concern, LC“) eingestuft. Das Washingtoner Artenschutzübereinkommen listet den Panzergürtelschweif unter Anhang II, die EG-Verordnung 407/2009 und das Bundesnaturschutzgesetz führen ihn unter Anhang B.

## Lebensweise
Panzergürtelschweife bevölkern das Buschland der Karoo-Halbwüstenlandschaft, einen Lebensraum, der von karger Vegetation mit ausdauernden, niedrigen Sträuchern geprägt ist. Die Echsen bevölkern Risse und Felsspalten, ihre Nahrung besteht aus Termiten, Käfern, Doppelfüßern, Skorpionen und pflanzlichem Material.
Es sind soziale Echsen die, unüblich für Echsen, permanent in Gruppen von 2 bis 60 Individuen (durchschnittlich 2–6) leben. Die Gruppen sind nicht ausschließlich Familienverbände, männliche, weiblich und juvenile Tiere wechseln während und außerhalb der Paarungszeit die Gruppenmitgliedschaft. Die Männchen sind sehr territorial, in Gruppen mit mehreren Männchen ist der Raum zwischen ihnen aufgeteilt. Panzergürtelschweife bringen am Ende der Trockenzeit (März bis April) ein, selten zwei voll entwickelte Junge zur Welt (Ovoviviparie).

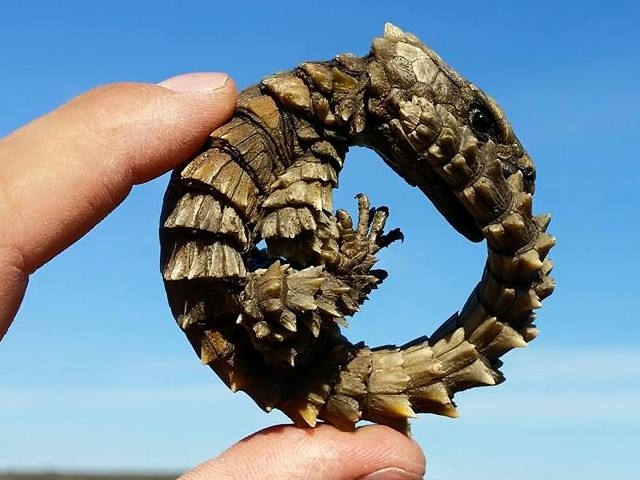
Die Echse in Verteidigungshaltung

Panzergürtelschweife sind schwerfällig und bewegen sich relativ langsam, sodass sie einfach mit der Hand zu fangen sind. Sie sind eine mögliche Beute für eine Reihe von Prädatoren, obwohl ihre stachelige Panzerung potenzielle Feinde abschrecken kann. Zur Verteidigung bilden sie einen gepanzerten Ring, indem sie mit ihrem Maul den eigenen Schwanz packen, oder sie werfen bei Gefahr ihren Schwanz ab. Da der Schwanz für die Ringbildung als Verteidigungsposition notwendig ist, wird diese Autotomie allerdings nur als letztes Verteidigungsmittel eingesetzt.
Ihre Kiefer sind sehr kräftig. In einem Kampf können sie damit kleine Glieder abtrennen. Manchmal rollen sie ihren Körper, wenn sie beißen, und fügen damit dem Gegner schweren Schaden zu.

## Weiterführende Literatur
- Louise Visagie, P. Le Fras N. Mouton, Alexander F. Flemming: Intergroup-movement in a group-living lizard, Cordylus cataphractus, from South Africa. In: African Journal of Herpetology. 51(1) 2002, S. 75–80. (Online, PDF)
- University of Stellenbosch: Effective Conservation of Amphibians and Reptiles in the Greater Cederberg Biodiversity Corridor (SCARCE). (Online, PDF)
- Alexander F. Flemming, P. Le Fras N. Mouton: Reproduction in a Group-Living Lizard, Cordylus cataphractus Cordylidae), from South Africa. In: Journal of Herpetology. 36(4) 2002, S. 691–696. (Online, PDF)
- Gary Fogel: The Art of Armadillo Lizards (Cordylus cataphractus): Fifteen Years of Captive Observations. In: Bull. Chicago Herp. Soc. 38(6) 2003, S. 113–119. (Online, PDF)
- Jonathan B. Losos, P. Le Fras N. Mouton, Ryan Bickel, Ian Cornelius†, Lanral Ruddock: The effect of body armature on escape behaviour in cordylid lizards. In: Animal Behaviour. 64, 2002, S. 313–321. (Online, PDF)